# Band-e Kaisar
Band-e Kaisar (perzijsko: بند قیصر, Cezarjev jez), Pol-e Kaisar ("'Cezarjev most'"), Valerijanov most ali Šadirvan je bil antični ločni most v Šuštarju v Iranu in prvi v državi, ki je združila most z jezom. Zgradili so ga po  sasanidskem naročilu z rimskimi vojnimi ujetniki kot delovno silo v 3. stoletju našega štetja, bil pa je tudi najbolj vzhodni primer oblikovanja rimskih mostov in rimskega jezu, ki je ležal globoko na perzijskem ozemlju. Njegova dvonamenska zasnova je močno vplivala na iransko gradbeništvo in je bila ključnega pomena pri razvoju sasanidskih tehnik upravljanja z vodo.
Približno 500 m dolg prelivni jez čez reko Karun, najbolj odtočno reko v Iranu, je bil osrednja struktura zgodovinskega hidravličnega sistema Šuštar (سازههای آبی شوشتر), iz katerega je mesto pridobivalo ugodne pogoje za kmetovanje  in ki ga je označil leta 2009 UNESCO vpisal kot 10. območje svetovne dediščine Irana. Obokana nadgradnja je vodila pomembno cesto med Pasargadom in sasanidsko prestolnico Ktezifon. Večkrat popravljen v islamskem obdobju je jez-most ostal v uporabi do konca 19. stoletja.

## Zgodovina
Po perzijskem izročilu je Band-e Kaisar dobil ime po rimskem cesarju Valerijanu (253–260 n. št.), ki ga je sasanidski vladar Šapur I. po porazu v bitki pri Edesi (leta 260) ujel s celotno vojsko. To veliko delovno silo, ki je morda štela do 70.000 mož in je vključevala rimsko inženirsko enoto, so zmagovalci zaposlili za gradbena dela v Šuštarju, pomembnem kmetijskem središču v jugozahodnem Iranu. Rimljani so se odločili zgraditi tri zgradbe: kanal, imenovan Ab-i Gargar, ter dva jezova Band-e Kaisar in Band-e Mizan, ki sta usmerjala vodo, da bi oskrbovali velike površine obdelovalne zemlje, skupno približno 150.000 hektarjev. izliva reke Karun v umetni vodotok.
Zgodbo povezujeta muslimanska zgodovinarja Al-Tabari in Al-Masudi v 9. in 10. stoletju. Čeprav njuni romaneskni pripovedi ne gre slepo zaupati, zgodovinsko prisotnost Rimljanov potrjujejo sodobna lokalna imena, kot je »Roumischgan« za bližnjo vas in pleme Lurs z imenom »Rumian«. Poleg tega lokalno izročilo rimskim naseljencem pripisuje izvor številnih obrti, kot je proizvodnja brokata in več priljubljenih običajev.
Jezovni most pri Šuštarju je pripadal pomembni cestni povezavi med sasanidskima središčema Pasargad in Ktezifon. Dva nadaljnja sasanidska jezovna mostova na tej cesti, Pa-i-Pol čez Karkeh in tisti v Dezfulu čez Ab-i Diz, prav tako domnevajo, da sta sodobno delo rimskih vojnih ujetnikov. Oba prikazujeta značilno rimsko zidanje, vezano z malto, tehniko, ki je avtohtoni arhitekturi popolnoma tuja.
Po zgledu rimskega vzorca je integracija zgornje konstrukcije mostu v projektiranje jezu postala standardna praksa iranskega hidrotehničnega inženiringa, ki je trajala do okoli leta 1000 našega štetja, ko je dosegla vrhunec v še vedno obstoječem jezu Band-e Amir v Širazu.

## Gradnja
Šuštar leži na skalnati planoti nad reko Karun, najbolj odtočno reko v Iranu. Zgodnji jez, ki so ga zgradili Sasanidi za preusmerjanje vode v mesto in njegovo obsežno namakano zaledje, ni deloval pravilno. Namakalna shema, ki je bila uvedena po prihodu rimske delovne sile, je vključevala tri korake: najprej so reko preusmerili proti Ab-i Gargarju, kanalu, ki se odcepi od reke Karun na točki gorvodno od gradbišča jezu in se ponovno združi z glavno reko približno 50 km južno; otok, ki ga tvori, imenovan Mianâb (Raj), je znan po nasadih sadovnjakov.
Nato je bil čez posušeno rečno strugo zgrajen Band-e Kaisar, katerega temelji so sledili vijugasti smeri v iskanju trdnih plasti peščenjaka. Ker je voda nenehno tekla čez vrh, je hidravlična struktura bolj v skladu z definicijo prelivnega jezu kot jezu. Ocene višine dvignjene vode se gibljejo od 1 metra do 7–10 m, najverjetneje pa je bila višina 3–4 m, kar je zadostovalo za oskrbo z vodo namakalnih vodov na obeh bregovih med sušnim obdobjem. Kljub skromni višini je bila stena jezu precej debela (9–10 m) za namestitev arkadne nadgradnje.
Na vrhu jezu je po vsej dolžini približno 500 m potekala cesta, ki je bila prvotno podprta z vsaj štiridesetimi loki. Šilasti loki, ki vizualno prevladujejo nad današnjim objektom, oziroma njegovimi ostanki, pričajo o številnih obnovitvenih in vzdrževalnih delih, izvedenih v islamskem času. Tipičen čisti razpon Pol-e Kaisarja je bil med 6,6 in 9 m. 
Stebri, ki so bili na gorvodni strani zaščiteni s koničastimi rezi, so bili pravokotne oblike in prebodeni z visoko postavljenimi odprtinami za visoke vode; njihova precejšnja debelina od 5 do 6,4 m je omejevala vodno pot za skoraj polovico. Za primerjavo, debelina stebrov rimskih mostov znotraj meja cesarstva je običajno predstavljala eno četrtino dolžine mostu in ni presegla največ ene tretjine.
Obloga stebrov in temeljev je sestavljena iz rezanih blokov peščenjaka, povezanih z malto in z železnimi sponami; notranjost je bila zapolnjena z rimskim betonom, gradbeno tehniko opazimo tudi pri mostu Pa-i-pol. V zgornjem delu je bila struga tlakovana z velikimi kamnitimi ploščami, verjetno zato, da bi tok ne spodkopal podnožja jezu. Eno nekdanje perzijsko ime jezu, Šadirvan, izhaja iz tega tlakovanja.
Nazadnje je bil gorvodno postavljen še en manjši jez, Band-e Mizan, katerega izgradnja je morda nastala po rimskih delih, da bi nadzoroval pretok vode v kanal Ab-i Gargar. Čas, ki ga je rimska delovna sila potrebovala za dokončanje starodavnega hidravličnega kompleksa Šuštar, je po različnih poročanjih trajal od tri do sedem let.
Unesco je mesto označil za »mojstrovino ustvarjalnega genija«. Poleg hidravličnih del vključuje tudi grad Selastel in stolp za merjenje nivoja vode ter vrsto vodnih mlinov. 